# Volvo 8500
Volvo 7500/8500 — серия коммерческих автобусов большой вместимости, выпускавшихся компанией Volvo Bussar в период с 2001 по 2011 год.

## Информация
Volvo 8500 был доступен со средним полом как двухосный (B7R, B12M), трёхосный (B12M) и сочленённый 8500A (B12MA), а также как малолитражный Volvo 8700LE, двухосный (B7RLE, B12BLE), трёхосный (B12BLE) и сочленённый 8500LEA (B9SALE). С 2005 года он также был доступен в качестве полностью низкопольного Volvo 7500 (B9LA, B9SALF). В первые годы модель 8500LE была доступна с КПГ-двигателем на шасси B10BLE. Позднее КПГ-двигатель ставили только на 7500.
В мае 2010 года модели получили подтяжку переда, который потом использовался на 8900. 7900 стал преемником для 7500.
Основными рынками сбыта были Дания и Швеция, но некоторые из них продавались и в других странах Северной Европы, таких, как Эстония.